# Jardins suspendus (Le Havre)
Los Jardines colgantes de Le Havre (en francés, Le Havre, Jardins suspendus) son un jardín botánico municipal de 17 hectáreas de extensión, que se encuentra en el barrio de Sanvic, en la comuna de Le Havre, Francia. Se acondicionaron en el antiguo fuerte de Saint Adresse y dominan la ciudad baja, el estuario y la Mancha. 
En total, los jardins suspendus albergaban en 2010 unas 3700 especies vegetales.
El espíritu del jardín es el de rendir homenaje a los botánicos (como los botánicos normandos Lesueur, La Billardière, d'Incarville), que viajaron por el mundo, y muchos de los cuales se embarcaron en Le Havre.

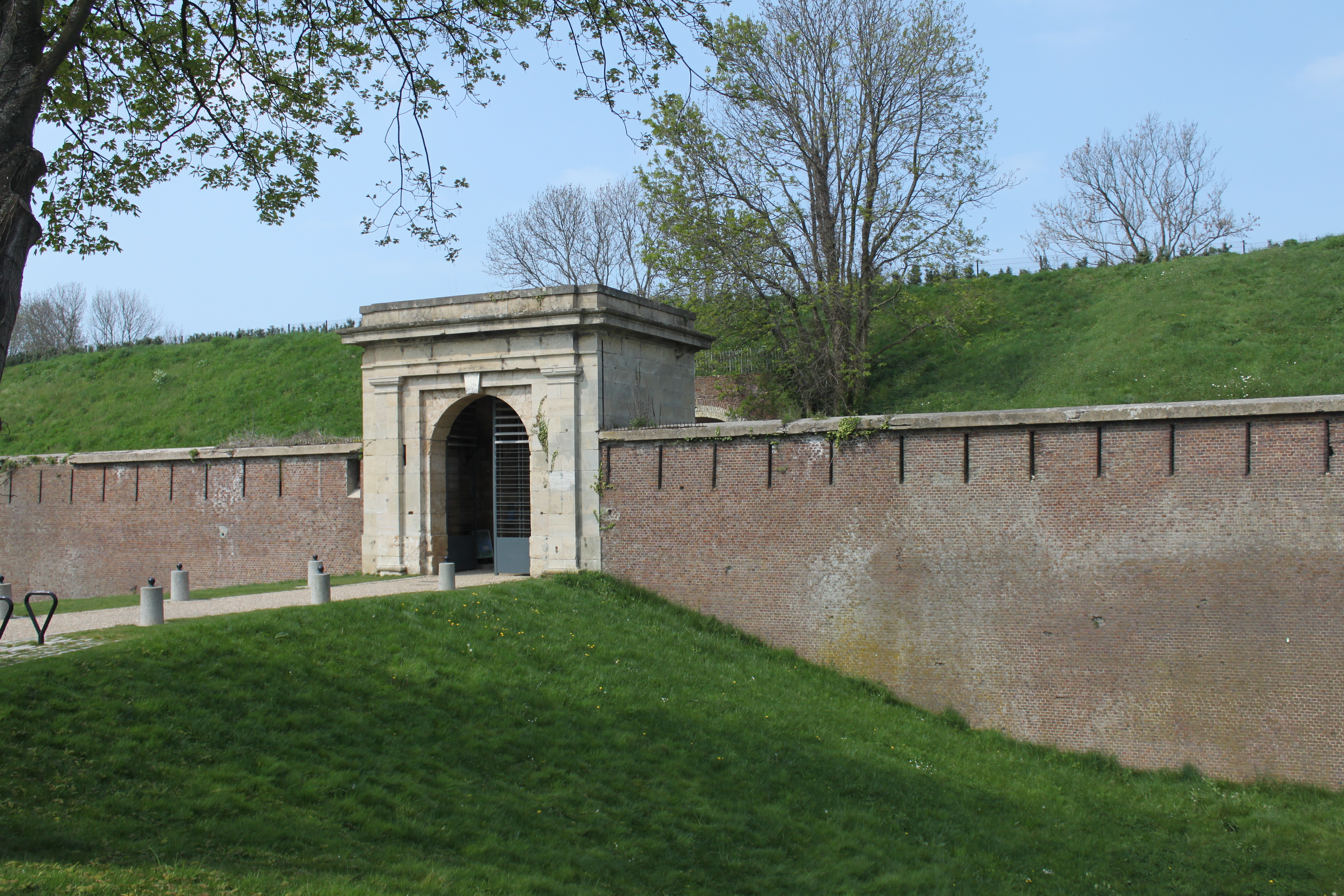
La entrada del fuerte de Sainte-Adresse.

## Localización
Está situado en Normandía en Sena Marítimo, dominando la ciudad de Le Havre en el interior del "Fort de Sainte-Adresse" a una altitud de 100 m s. n. m. Domina así mismo la ciudad baja, el estuario y el Canal de la Mancha.
La fortaleza es accesible desde la rue du Fort y Albert Rich. Está rodeado de varios parques y tiene tres entradas.
El acceso del bus es por las líneas 3 y 5.
Le Havre, Jardins suspendus Fort de Sainte-Adresse Le Havre 76310 département de Seine-Maritime (76), Haute-Normandie, France-Francia.
Planos y vistas satelitales.49°30′15″N 0°05′38″E / 49.50417, 0.09389
Los jardines están abiertos al público durante todo el año, aunque los horarios varían según la temporada.
En los invernaderos el precio de la entrada (1 euro en 2009, gratis para menores de 12 años)

## Historia
El fuerte de Sainte-Adresse fue construido en 1854-1858, durante el Segundo Imperio, según el modelo de la arquitectura militar heredada de Vauban. Sirvió a los  primeros batallones de acantonamiento de la artillería a pie; durante el siglo XX, fue  ocupado por la Gendarmería y Guardia Republicana.
En 1963, se reanudó el 74 ×10{{{1}}} Regimiento de Infantería. La base militar fue dada de baja en 1979.
A principios del siglo XXI, la comuna de Le Havre había decidido convertir el antiguo fuerte de Sainte-Adresse, ya abandonado, en un jardín botánico y un paseo marítimo.
Después de tres años de trabajo, los Jardines Colgantes fueron inaugurados el 20 de septiembre de 2008. Tras la inauguración, experimentaron una segunda fase de trabajo que duró hasta 2011.
Los jardines ofrecen un recorrido botánico por diversos jardines e invernaderos que aportan las plantas según su origen geográfico.
Estos jardines e invernaderos están instalados en los bastiones de las paredes o en el interior de la fortaleza.

## Colecciones
Más de 3700 taxones se han identificado en los jardines.
- Los invernaderos

Los invernaderos en los "Jardins suspendus".

Invernaderos
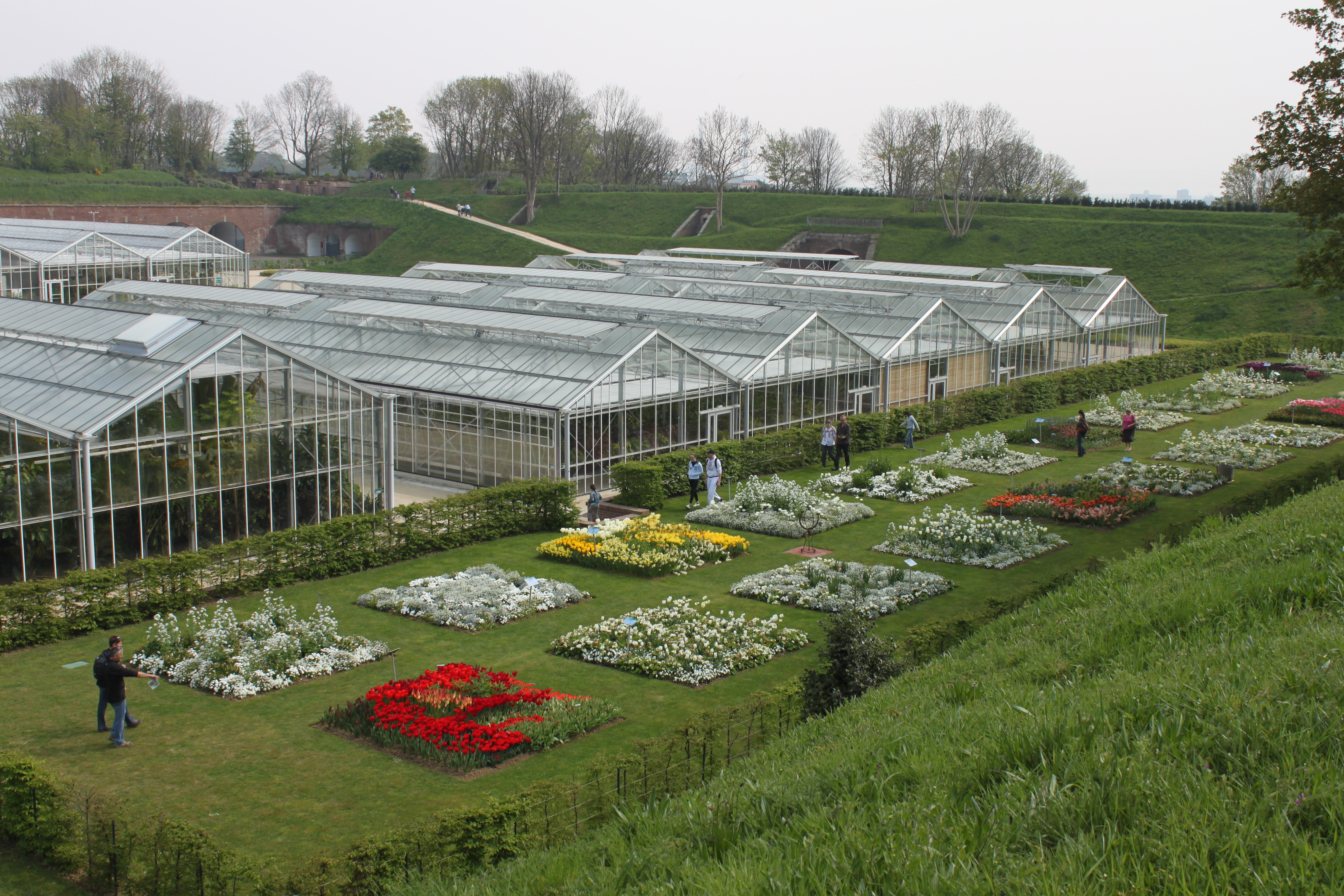
Los invernaderos.
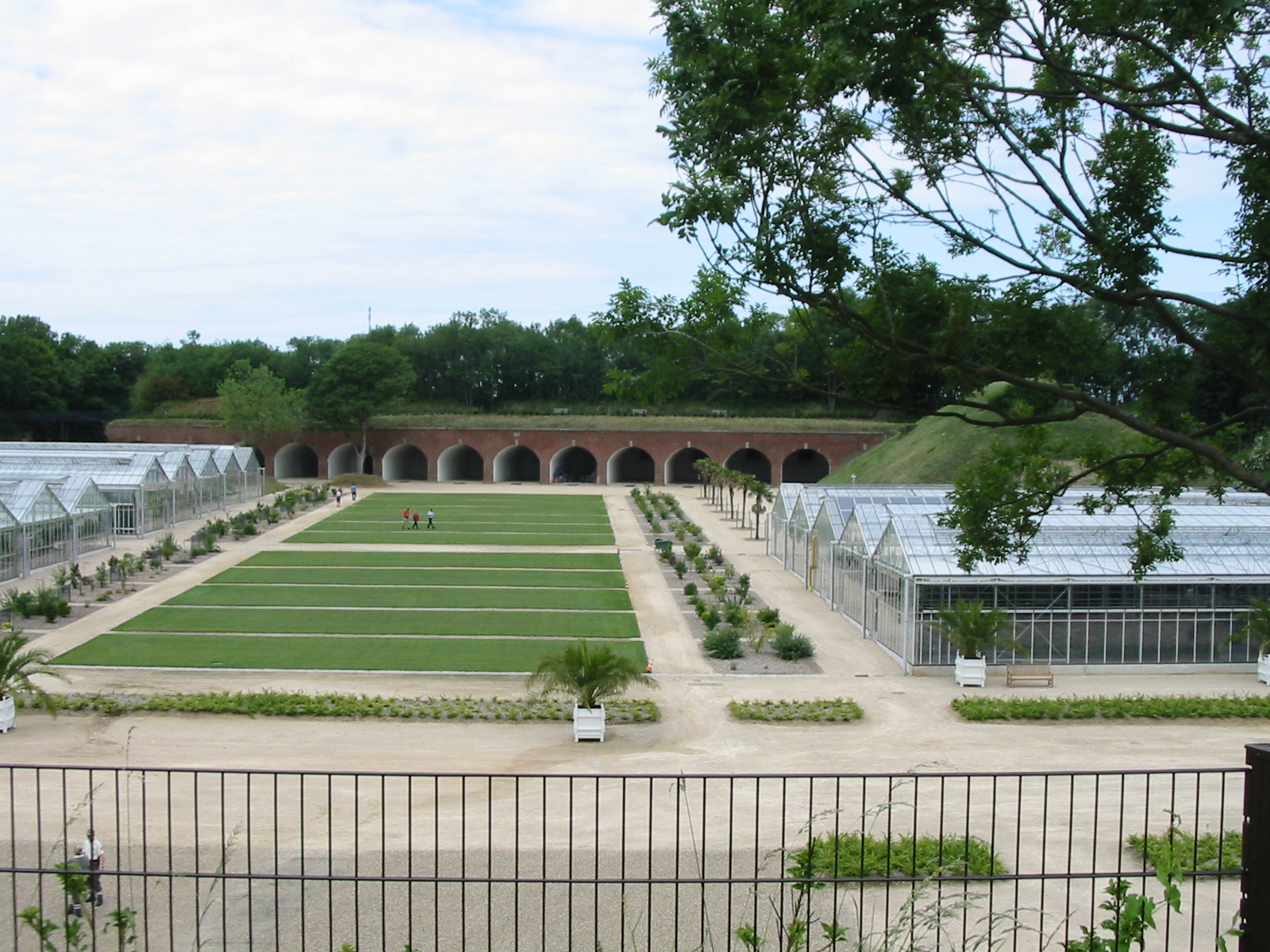
Las casamatas y los invernaderos.

- Invernaderos del noroeste: en este invernadero se encuentran varias especies de plantas, como el laurel de flor, las palmas y varios arbustos de los trópicos, que en verano decoran las calles y jardines a la ciudad. Un invernadero de 600 m² alberga diferentes especies de cactus y plantas suculentas.
- Invernaderos del suroeste: estos invernaderos contienen varias plantas tropicales incluyendo colecciones de orquídeas y begonias. Un invernadero tiene varias plantas de uso cotidiano tales como el té, café o la pimienta.
- Jardin d'Amérique du Nord, este jardín se encuentra en una plaza fuerte en el noroeste de la fortaleza tiene diferentes plantas en América del Norte: zumaques, cornejos, etc.
- Jardin des explorateurs contemporains, este jardín ofrece plantas recién aclimatadas en Europa. Estas plantas han sido traídas de todo el mundo y este jardín rinde homenaje a los botánicos que continuaron explorando el mundo: acacias, arces, jazmín, cotoneaster, abedul, buddleia, etc. El jardín ofrece vistas al estuario del Sena.
- Jardin d'Asie de l'Est, este jardín recuerda a las muchas plantas asiáticas que se encuentran en los jardines: rhododendrons, arces japoneses, bambús, glicina, hortensia, etc.
- Jardin austral, situado en las murallas del bastión del sureste, este jardín se inspira en los paisajes australianos. Plantas presentados son típicos del hemisferio sur (Australia, Nueva Zelanda, Chile): eucalipto, Hebe, Cordyline, callistemon, grevillea. También podemos observar un pino de Wollemi especie descubierta en los años 90 en Australia.
- Les jardins de la promenade basse, el jardín de los sentidos ofrece una amplia variedad de plantas aromáticas.
- Jardin Cayeux, este jardín situado en las murallas del sur de la fortaleza honra a los jardineros Henri y Louis Cayeux. Estos dos ciudadanos oriundos de Le Havre que  fueron también directores de los jardines de Le Havre en los primeros años del siglo XX, trabajaron para crear cultivares e híbridos, incluyendo rosas y hortensias.

Algunas de las secciones y especímenes cultivados en los "Jardins suspendus".

Detalles
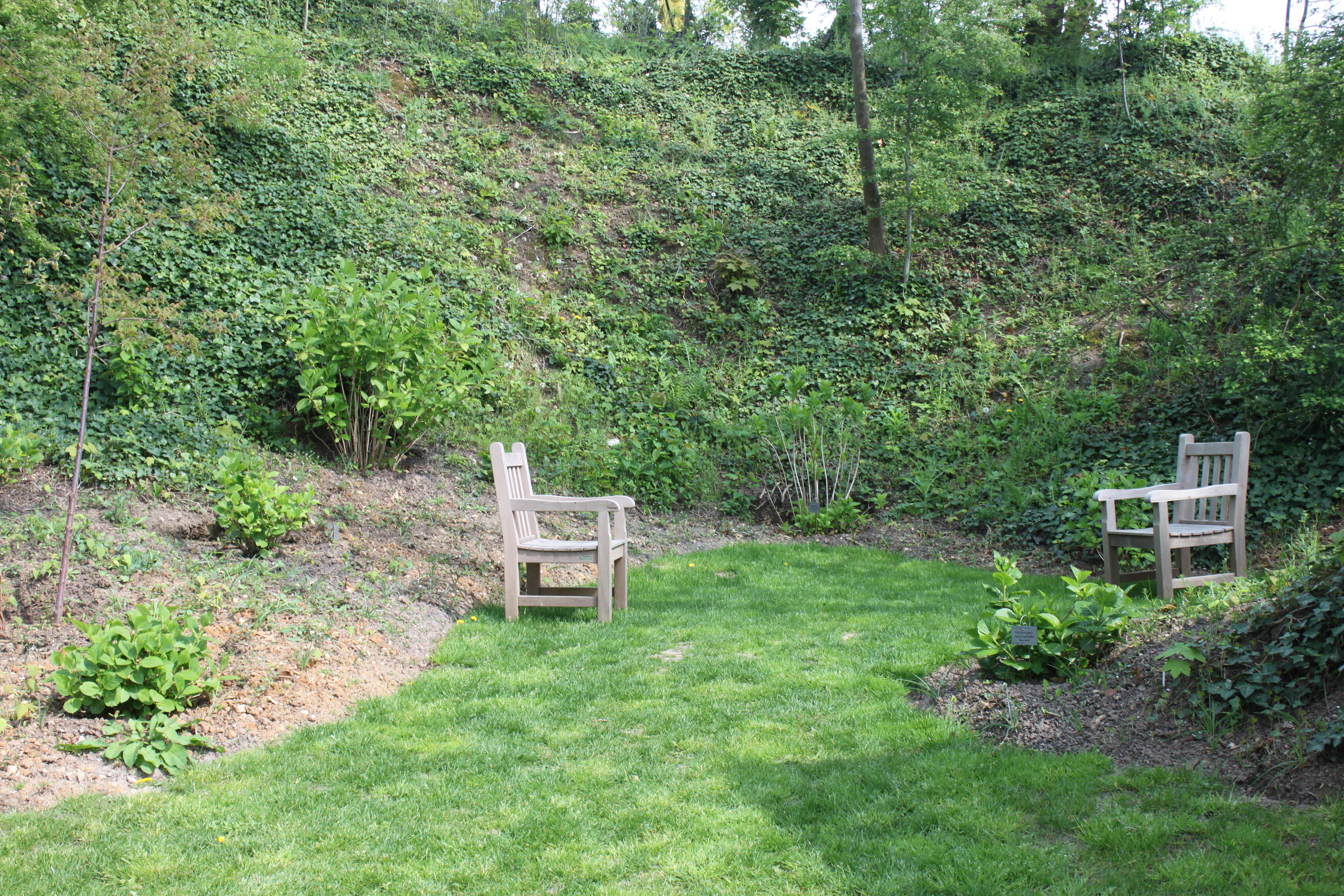
El jardín Cayeux.
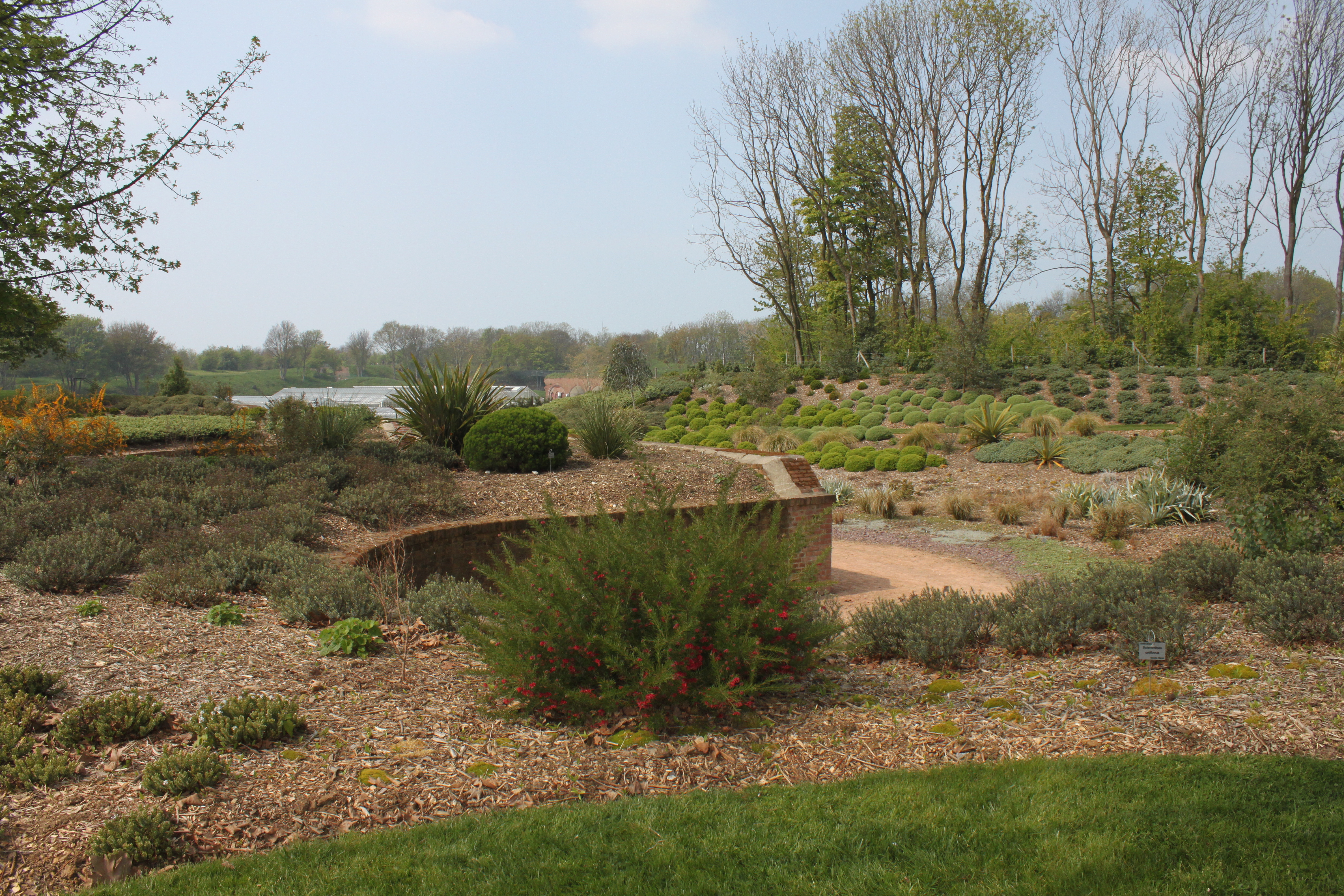
El jardín austral.
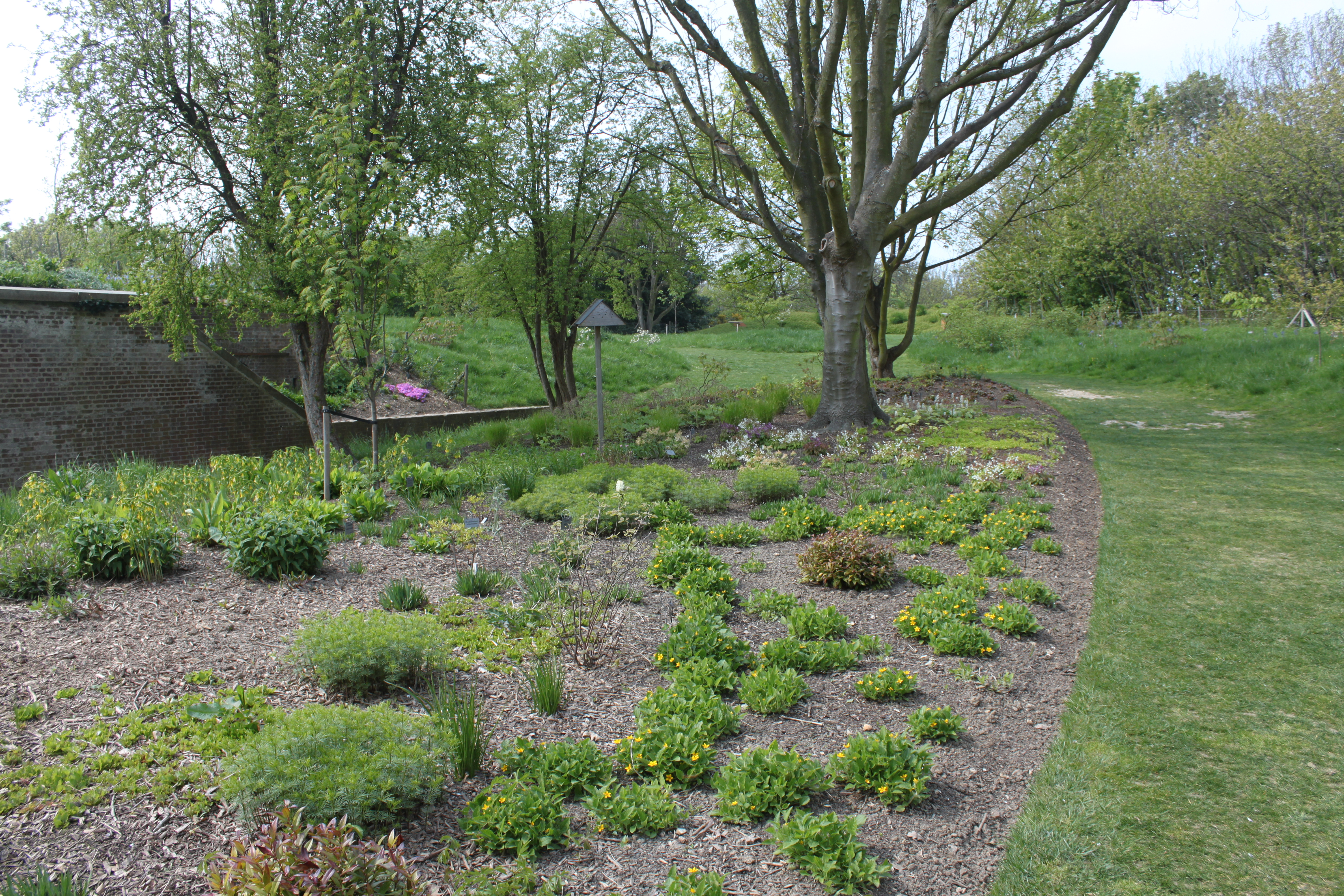
El jardín de Norteamérica.
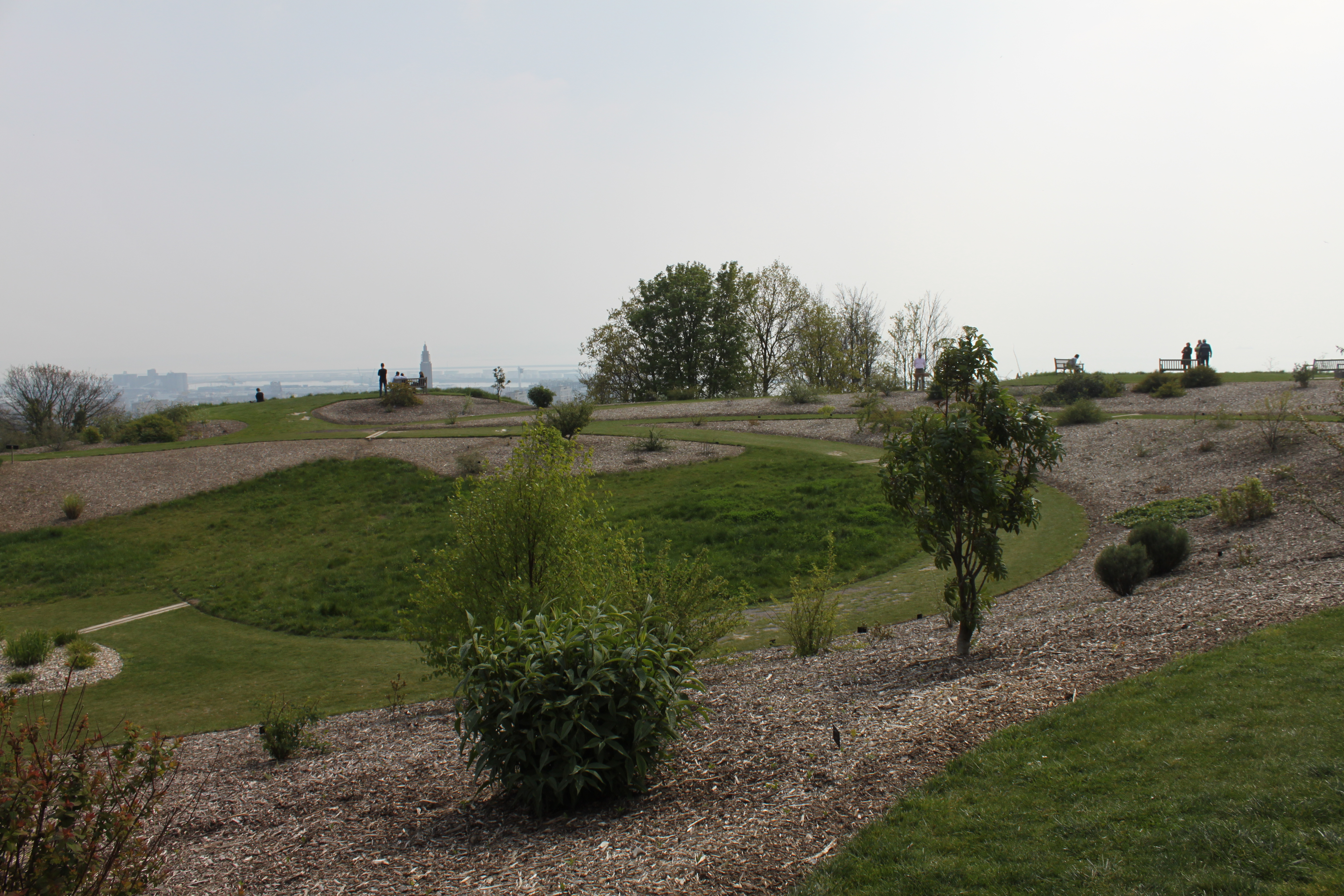
El jardín de los exploradores contemporáneos.
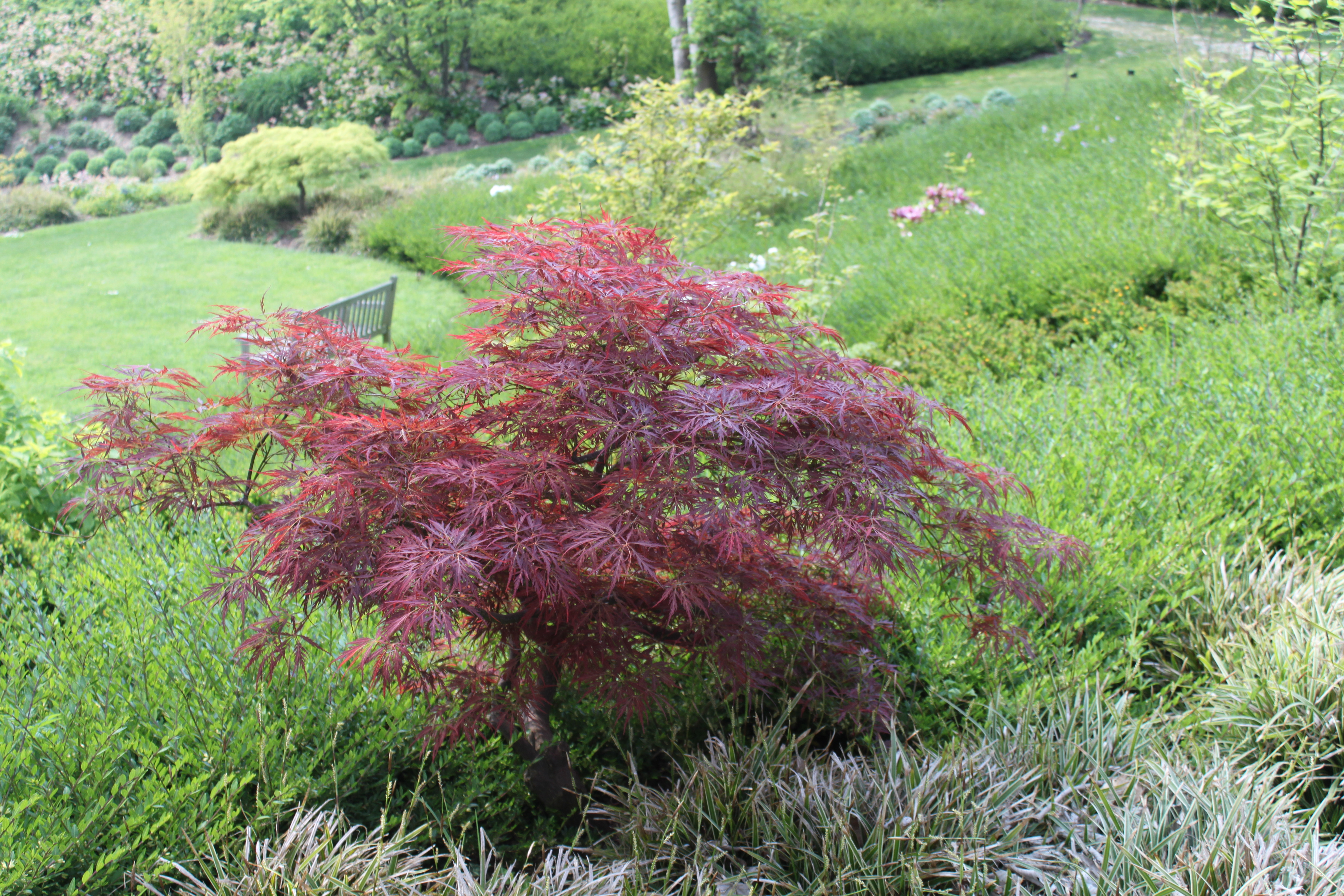
Un arce de Japón.
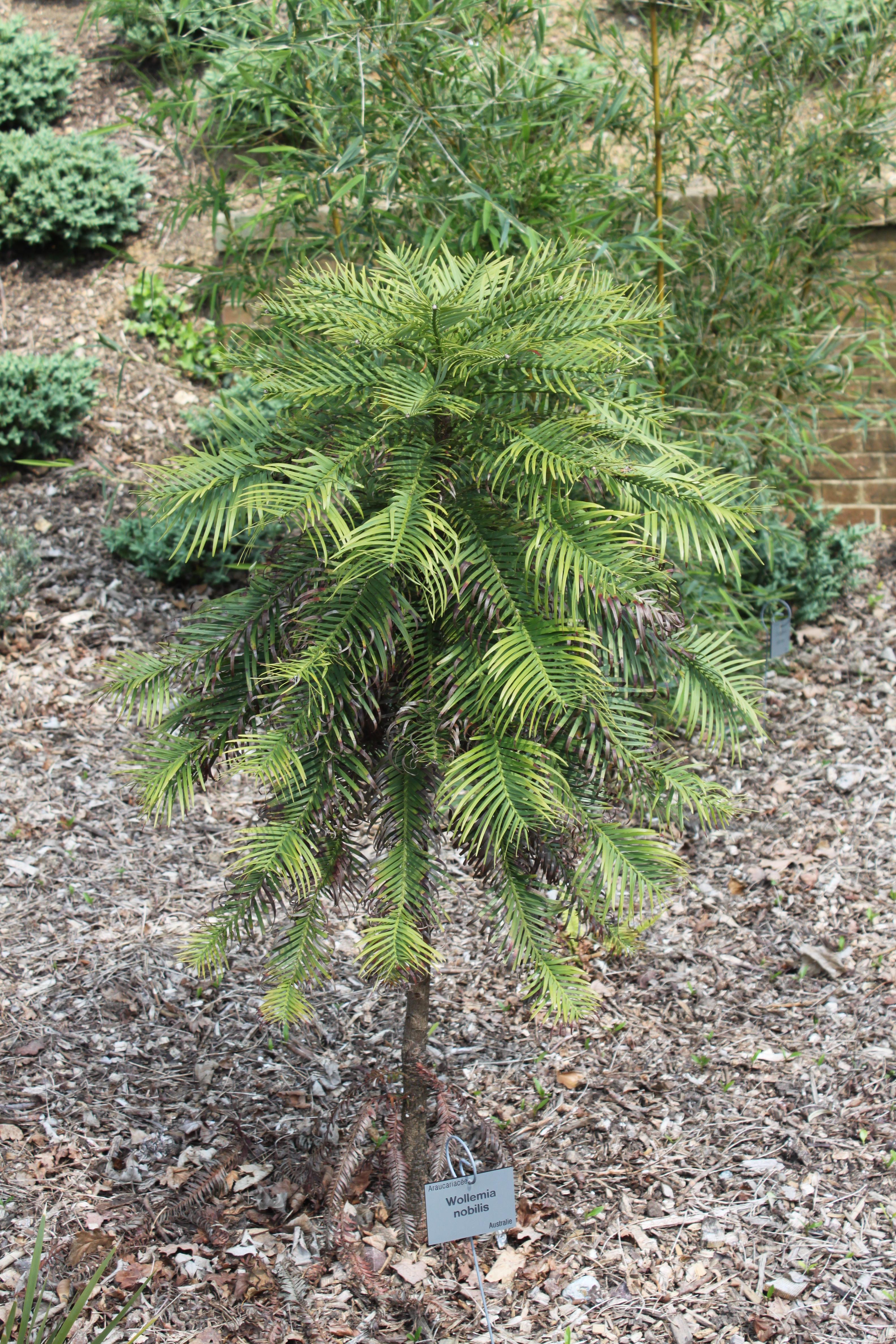
Ejemplar joven de Wollemia nobilis.

## Actividades
Cada año en julio, el lugar alberga unos días de festival de música del mundo Moz'aïque, cuya primera edición se celebró en 2010.